# Kościół św. Anny w Crussowie
Kościół św. Anny (niem. Dorfkirche St. Annen) – późnogotycka, parafialna świątynia luterańska, znajdująca się w niemieckim mieście Angermünde, w dzielnicy Crussow.

## Historia
Kościół wzniesiono z kamienia w II połowie XIII wieku w stylu wczesnogotyckim. W 1620 roku we wnętrzu wzniesiono lożę patronacką. W 1730 dobudowano wieżę, którą rozebrano w 1966 z powodu stanu technicznego, w następnym roku grożącą zawaleniem świątynię zamknięto. Ołtarz, ambonę i organy przeniesiono do kościoła w Biesenbrowie, a odlany w Szczecinie dzwon z 1514 roku zawieszono na wolno stojącej dzwonnicy. W 1983 rozpoczęto renowację, 25 września 1988 konsekrowano świątynię.

## Galeria

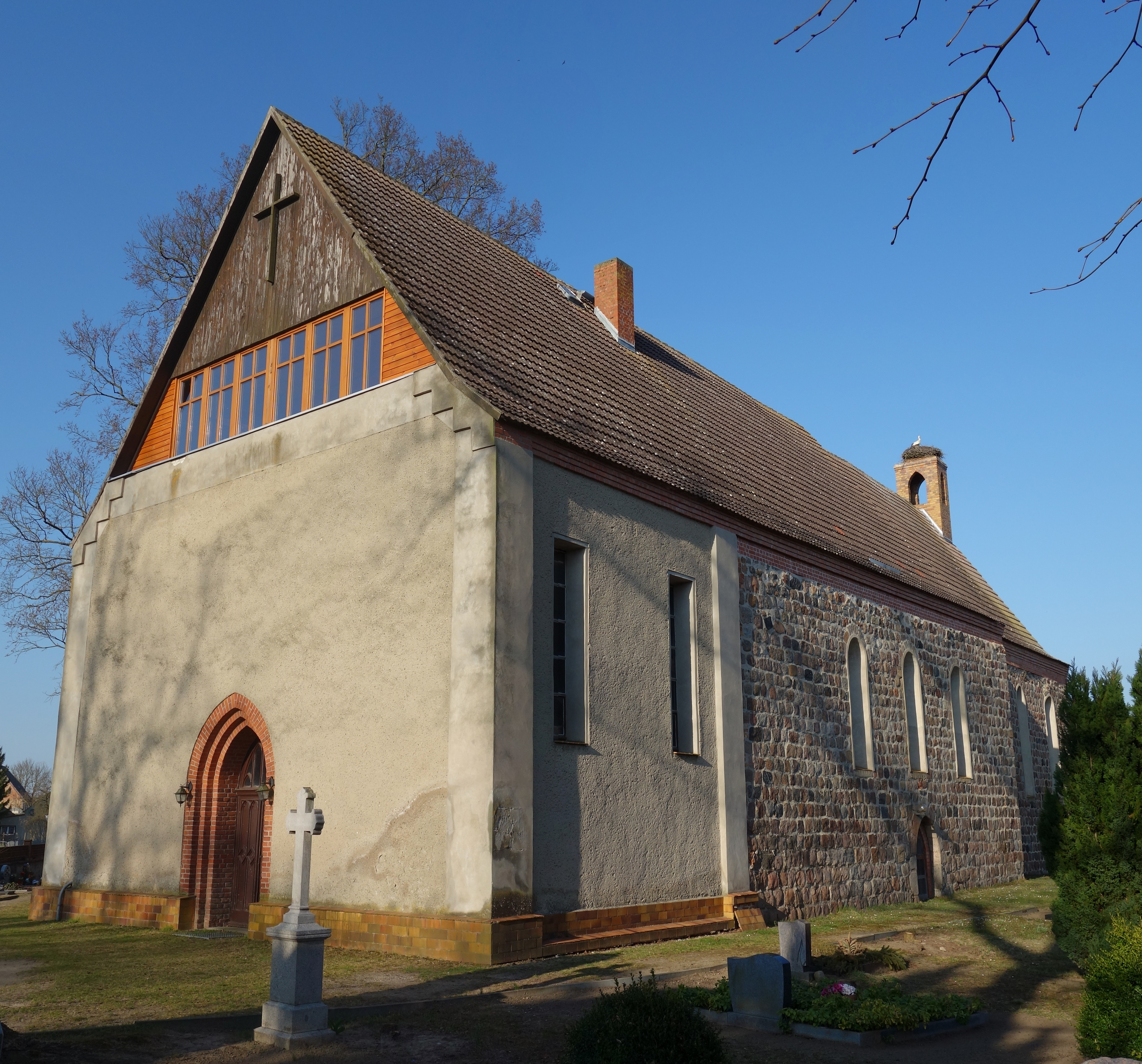
Widok z południowego wschodu
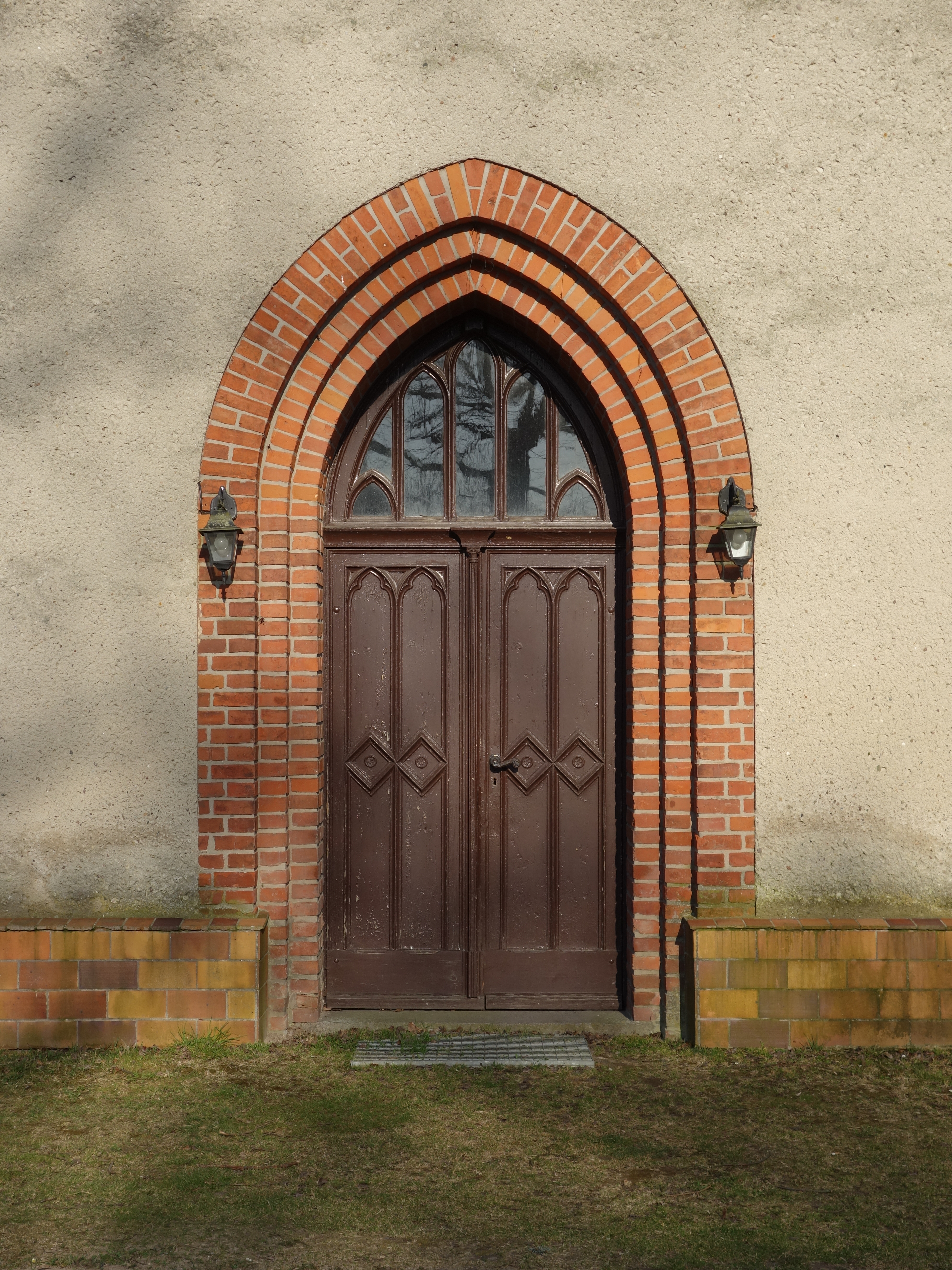
Portal główny
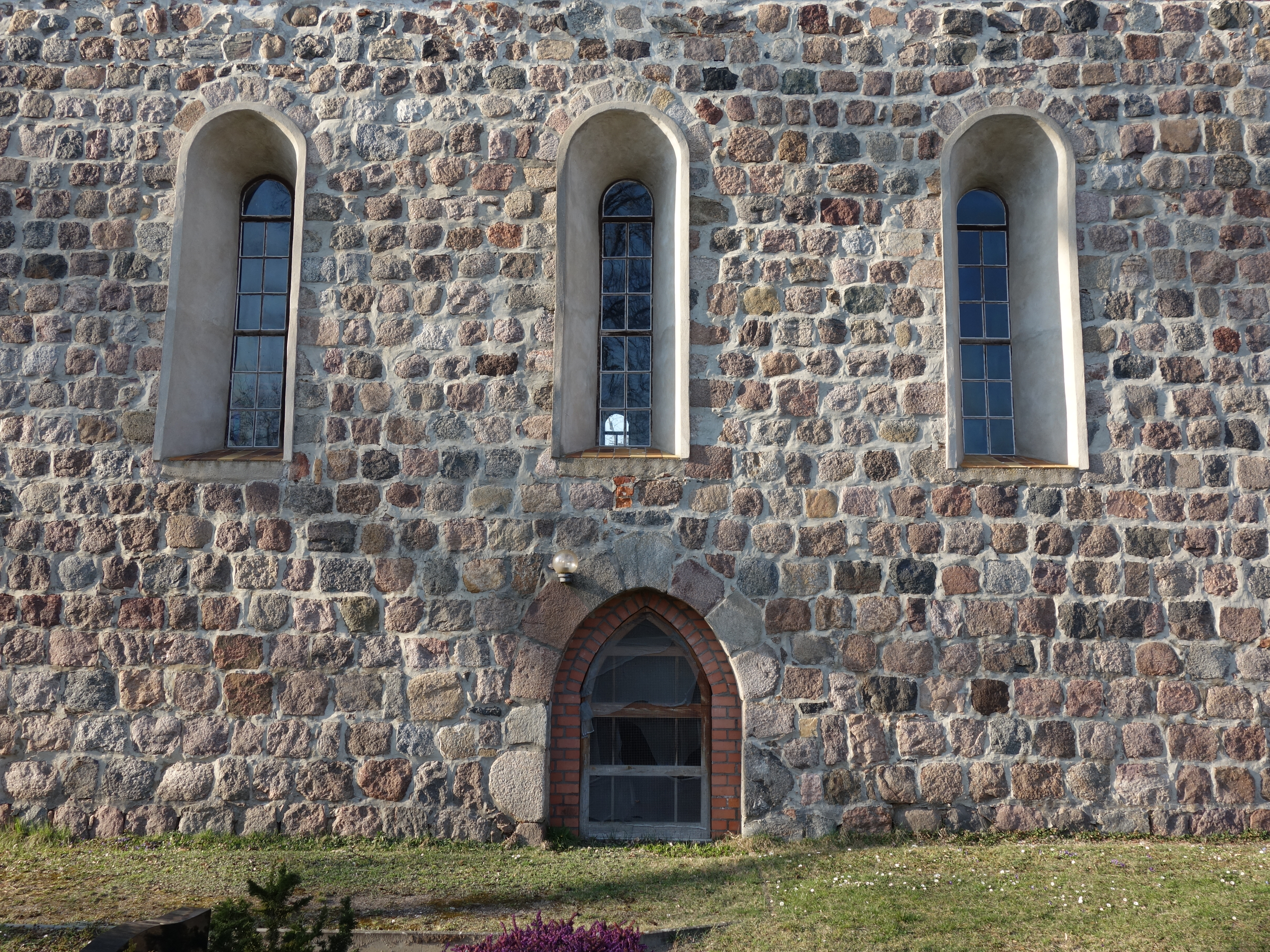
Południowa elewacja
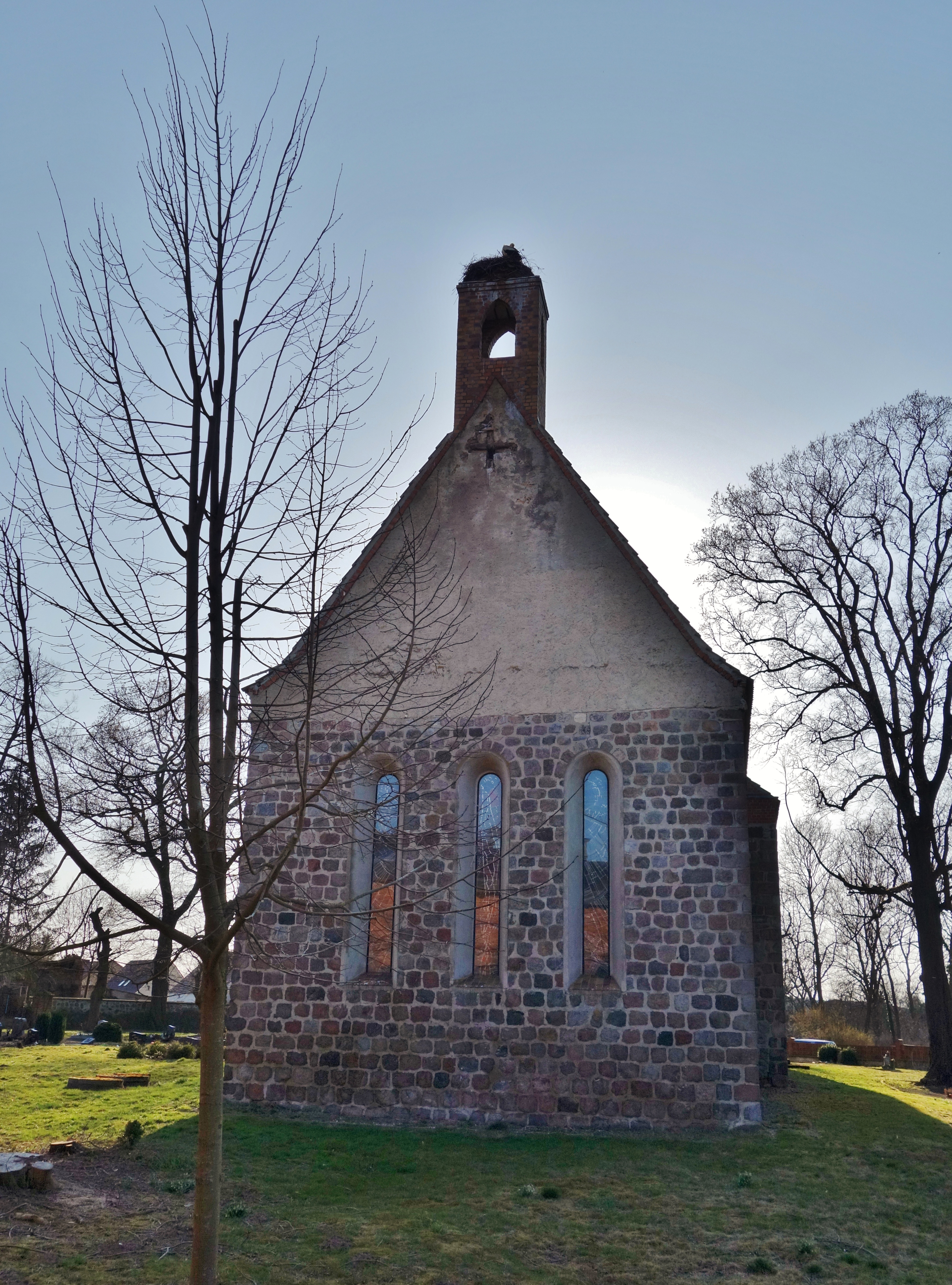
Zachodnia elewacja
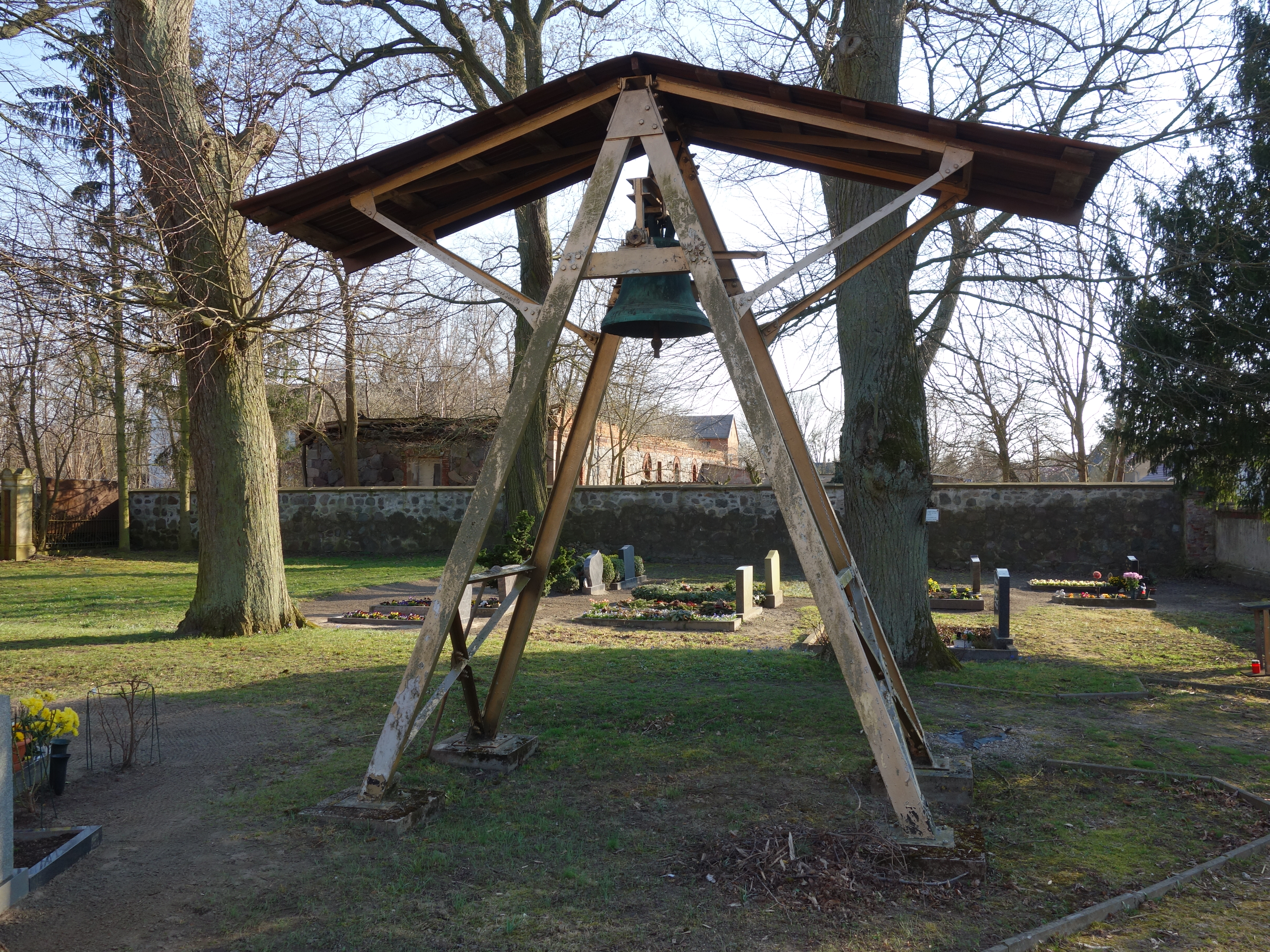
Dzwonnica